# Saccoloma brasiliense
Saccoloma brasiliense är en ormbunkeart som först beskrevs av Presl, och fick sitt nu gällande namn av Georg Heinrich Mettenius. Saccoloma brasiliense ingår i släktet Saccoloma och familjen Saccolomataceae. Inga underarter finns listade.